# 鈴与
- 鈴與
- 鈴与

鈴與株式会社（通称:鈴与、すずよ）は、日本の物流会社。持株会社の鈴与ホールディングス株式会社は、Jリーグに加盟する清水エスパルスの運営会社である株式会社エスパルスや静岡空港や名古屋空港、神戸空港を拠点とする地域航空会社のフジドリームエアラインズ（FDA）などを傘下におさめる。
鈴与株式会社は年商約4,400億円の鈴与グループの中核企業の一つであり、国内の有力企業グループの一つ でもある。静岡市清水区に本社を置く。港湾運送業にて業界三位。

## 沿革
1801年、初代鈴木與平（現社名はこの鈴木與平の名前を略したものが由来とされる）が駿河国清水湊で廻船問屋「播磨屋」を創業。その後明治時代に日本郵船の母体となる「郵便汽船三菱」と安田火災海上（現・損保ジャパン）の母体となる「帝国海上保険会社」の代理店となった。
鈴木家に養子入りし、1917年（大正6年）に家督相続をした六代目鈴木與平（のちに静岡県会議長、貴族院議員などを歴任）が多角経営を始め、1918年（大正7年）には、倉庫部門を「鈴与倉庫株式会社」として分離。昭和に入ると、1929年に缶詰メーカーの「清水食品」、1933年に石油ガソリンスタンドを開設。1936年には会社組織の「株式会社鈴与商店」に改組（これを会社設立年度としている）。その他、1939年までに清水商工会議所、清水木材倉庫、駿遠塩業、清水運送、鈴与機械製作所、清水精機などを設立。
1941年には清水食品がマグロのインスリンを薬品として利用することを目指した「清水製薬」を設立（2002年に発行済み株式を味の素に完全売却）。戦後には「鈴与建設」（1949年）、「鈴与自動車運送」（1950年）等を設立し、静岡県を代表する総合複合企業へ発展した。
1971年には創業170年記念として企業発祥の地・当時の清水市（現・静岡市清水区）に「清水総合運動場・鈴与記念体育館」を寄贈した。
1990年（平成2年）に鈴与倉庫株式会社は、「株式会社富士ロジテック」と商号変更した。同社は現在も、鈴与本体との資本関係はあるものの、鈴与グループからは独立している。
1991年、日本プロサッカーリーグ（Jリーグ）入会を目指して創設された清水エスパルスの運営母体・株式会社エスラップ・コミュニケーションズ（筆頭株主はテレビ静岡、並びに市民後援会）の運営に参画。また女子サッカークラブ「鈴与清水FCラブリーレディース」を日本女子サッカーリーグ（Lリーグ）に参加させた（1999年にLリーグ脱退、1999年廃部）。
1997年末に株式会社エスラップ・コミュニケーションズが経営危機に陥ったため、鈴与の子会社で出版業を手掛けていたサッカーコミュニケーションズ株式会社を1998年1月7日に株式会社エスパルスへ商号を変更し、同年1月14日に株式会社エスパルスを受け皿会社として株式会社エスラップ・コミュニケーションズより営業権を譲り受けた。
1998年、日本で初めて「セルフ式ガソリンスタンド」セルフ24を開店させる。
2004年、持株会社「鈴与ホールディングス株式会社」（鈴与HD）を設立。2008年8月29日に鈴与株式会社が、会社分割によりグループ子会社管理事業を鈴与HDに吸収させ、鈴与本体は物流商流事業に特化している。資本関係上は、事業会社である鈴与本体が最上位にあり、その傘下に鈴与HDと一部の子会社、鈴与HDの傘下に一部の子会社、という支配構造である。
2005年、産業再生機構の支援の下経営再建中の宮崎交通から、同社100%子会社の[宮崎中央運輸の営業譲渡を受け、貨物自動車運送事業の路線事業にも進出した。鈴与の子会社による宮崎中央運輸の営業譲受に関しアドバイザリー業務を提供（日本政策投資銀行）。業績が悪化し、2009年3月自主廃業。
2007年、静岡空港を拠点とするリージョナル航空事業への参入を表明。2008年6月、フジドリームエアラインズを設立し、2009年の静岡空港開港と共に就航開始した。
2012年、通信販売市場の拡大に伴い、通販物流を中心としたフルフィルメントサービスの展開を開始。
2013年、医療機器・化粧品・医薬部外品・医薬品の物流サービスを開始。

## 鈴与グループの主な企業
鈴与ホールディングス株式会社は、2000年に設立。2008年8月29日に、鈴与株式会社が会社分割を行い、グループ会社管理事業を鈴与ホールディングスに移管させた。これにより、鈴与株式会社は物流商流事業に特化し、鈴与ホールディングスの株主となる（新株530株付与）。
鈴与株式会社の株主は、鈴木家及び鈴与グループ各社で多くを占められている。鈴与ホールディングス株式会社は、鈴与株式会社の株式は2.83%しか保有していない（第9位の株主）。

### 物流事業
- 鈴与自動車運送株式会社
- 鈴与カーゴネットグループ
- 鈴与カーゴサービス・静岡・浜松
- 鈴与海運株式会社
- 清水運送株式会社
- 山三石油運輸株式会社
- 株式会社オキツ
- 折戸マリーナ株式会社
- 株式会社静岡ドキュメントセキュリティ
- 甲菱運輸株式会社
- 株式会社くろしおエクスプレス
- 清水長崎運輸株式会社
- 清水ポートサービス株式会社
- シミズメディカルケア株式会社
- 清水木材倉庫株式会社
- 清水リサイクルネット株式会社
- 新星運輸株式会社
- 鈴与シンワ物流株式会社
- シンワ運輸東京株式会社
- 鈴与液体物流サービス株式会社
- 鈴与通関株式会社
- 鈴与DCマネジメント株式会社
- 駿河シッピング株式会社
- 田子浦共同倉庫株式会社
- 東海埠頭株式会社
- 長野輸送株式会社
- 柏栄トランス株式会社
- ハンドリングサービス株式会社
- 富士宮通運株式会社
- 鈴与コンテナエンジニアリング株式会社

### 商品流通事業
- 鈴与商事株式会社
- 鈴与レンタカー株式会社
- 鈴与ガスあんしんネットグループ
- 清水製薬商事株式会社
- 株式会社イワタ
- 佐賀石油販売株式会社
- 静岡塩業株式会社
- 清水エネルギー株式会社
- 清水特殊容器株式会社
- 名古屋エネルギー株式会社
- ファステム株式会社
- ミナト生コン株式会社
- 山口エネルギー株式会社
- 株式会社山梨エルピーガスセンター
- 由比ガス有限会社
- S-net静岡株式会社
- 鈴与エコサイクル株式会社
- 株式会社NSコーポレーション[20]

### 建設・ビルメンテナンス事業
- 鈴与建設株式会社
- 静岡ビルサービス株式会社
- 鈴与三和建物株式会社
- 鈴与セキュリティーサービス株式会社

### 食品事業
- 清水食品株式会社
- 株式会社ミヤカン
- エスエスケイフーズ株式会社（旧焼津エスエスケイ食品。清水食品より分社）
- モンマルシェ株式会社（清水食品、エスエスケイフーズの合弁。旧・株式会社ツキジフーズより営業譲受[21]）

### 情報事業
- 鈴与システムテクノロジー株式会社
- 鈴与シンワート株式会社

### 航空事業
- 株式会社フジドリームエアラインズ（FDA） -静岡空港、名古屋空港、神戸空港を拠点とする地域航空会社
- 静岡エアコミュータ株式会社（SACC）
- 株式会社エスエーエス（SAS） - 上記FDA就航地のグランドハンドリング業務を担う
- 株式会社ドリームスカイ名古屋 - 旧JALスカイ名古屋、中部国際空港でグランドハンドリング業務を担う
- 中部スカイサポート株式会社（CSS） - 中部国際空港でグランドハンドリング業務を担う
- 鈴与エアポートサービス株式会社（SASCO） - 下地島空港でグランドハンドリング業務を担う
- 鈴与スカイ・パートナーズ投資事業有限責任組合 -スカイマーク筆頭株主

### 地域開発・その他
- 株式会社ベルキャリエール - 人材派遣業
- 株式会社エスパルス（清水エスパルスの運営他）
- 株式会社ドリームプラザ（エスパルスドリームプラザ運営）
- 富士山清水港クルーズ株式会社
- 富士山静岡空港株式会社
- 株式会社エフエムしみず静岡（コミュニティーFMラジオ放送局・S-Wave運営）
- 鈴与興産 - 鈴与保険サービスと鈴与不動産が合併して誕生
- 株式会社鈴与総合研究所
- 学校法人静岡理工科大学
- フェルケール博物館
- 水口屋ギャラリー

## テレビ広告
- 関東地方（テレビ朝日）や関西地方（朝日放送）などにおいて、報道ステーション（月曜）に番組提供を行い、企業イメージ広告を放送していたが、2009年3月末をもって、番組提供を一旦降板した。ニュースステーション時代から長年、グループとしての番組提供を続けていたが、地元・静岡地区以外でのテレビ広告の放映は一旦打ち切られた。しかし、2015年10月頃より報道ステーション（火曜）で番組提供を復活している。2018年4月から岡山・香川ローカルにめざましテレビの番組提供をしている。2022年以降からは、福岡国際マラソン「KBC制作」でも番組提供をしている。[22]
- 静岡県内の民放各局でも、上記の企業イメージ広告を放映するほか、駿河湾フェリー・エスエスケイフーズ・清水すし横丁など鈴与グループ各社関係だけでなく、清水エスパルスの次回ホームゲーム告知や後援会募集の広告が流れている。
- 企業イメージ広告に流される楽曲は、クジラ篇（新旧共通）のみ、「くじら〜いつかきっと〜」（作詞：三井浩、作曲：鳥山あかね、歌：鳥山あかね）である[23][24]。

### 歴代企業イメージ広告
- 鈴与清水FCラブリーレディース篇 1995 - 1996
- クジラ篇（初代） 1995 - 1996
- クジラ篇（2代目）1996 - 2010.3.31
- 静岡篇 2011.5.1 - 2015.9.30
- クジラ篇（3代目）2015.10.1 - （途中一部変更あり（2020.7.1 - ）
- 「くじら」ブルーサーマル篇（2022年2月1日 - 2022年3月末日） - アニメ映画『ブルーサーマル』コラボレーションCM[25]

以上、全て30秒。

### 提供番組
- 報道ステーション（テレビ朝日系列）
- めざましテレビ（岡山放送（フジテレビ系列、岡山・香川ローカル）、2018年4月 - ）
- 林家三平のおきらく旅（BSJapanext、2022年3月29日 - ）[26]
- 福岡国際マラソン（九州朝日放送制作 テレビ朝日系列 2022年-)

## 関連
- 石子順造 - かつて庶務課に在籍していた。
- 清水製薬（味の素製薬→現EAファーマ）- 血液製剤を主体に製造していた鈴与の孫会社（清水食品グループ）。味の素が医薬関連事業を分社化して新設した医薬製造子会社・味の素ファルマに買収された。のち味の素に残る医薬関連事業の一切を企業分割により分社、（実質）3社合同で現社名となる。
- 鈴与スマイルパーソナルカード - 鈴与系ガソリンスタンドにおける個人向けカード（法人向けには鈴与スマイルクラブカード）。信販会社のアプラスにおいて発行している。ガソリンの地域最安値を謳い文句とする他、スマイル加盟店（2012年現在約1,700店舗）でもオリジナルポイントを貯めることができる。
- 株式会社トコちゃんねる静岡 - 2010年11月25日にTOKAIコミュニケーションズの傘下に移る。本社は現在も鈴与情報センタービル内に所在する。
- 株式会社J&Sフリートホールディングス - ENEOSと鈴与商事が共同出資する持株会社。傘下でENEOSサービスステーションを運営していた一光と鈴与エネルギーは2013年10月1日にENEOSウイングに統合。

## 書籍

### 関連書籍
- 『地方を結び、人々を結ぶリージョナルジェット』（著者:鈴木与平）（2014年7月1日、ダイヤモンド社）ISBN 9784478027561
- 『地方創生とフジドリームエアラインズの挑戦』（著者:鈴木与平）（2019年6月27日、イカロス出版）ISBN 9784802206600
- 『フジドリームエアラインズ10年のあゆみ:10th Anniversary 2009-2019』（編集:フジドリームエアラインズ10周年記念社史編集委員会、監修:鈴木与平）（2019年12月、フジドリームエアラインズ）
- 『地域公共交通政策論』（編者:宿利正史 長谷知治）（2021年4月19日、東京大学出版会）ISBN 9784130421522
- 『鈴与グループ代表・鈴木与平の変化対応し続けてこそ！』（著者:村田博文）（2024年4月10日、財界研究所）ISBN 9784879321626

## テレビ番組
- 日経スペシャル カンブリア宮殿 "変幻自在" 200年企業の秘密（2024年6月20日、テレビ東京）- 鈴与グループ代表 八代目 鈴木与平出演[27]。